# Dracula 2012
Dracula 2012 este un film din 2013 regizat de Vinayan, cu actorii Sudheer Sukumaran (ca Dracula), Monal Gajjar (ca Meena) și  Shraddha Das (ca Thaara) în rolurile principale. Este bazat pe romanul Dracula de Bram Stoker.  Mai multe secvențe au fost turnate în Castelul Bran.

## Distribuție
- Sudheer Sukumaran - Roy Thomas/William D'Souza/Contele Dracula
- Monal Gajjar - Meena
- Shraddha Das - Thaara
- Prabhu
- Nassar - Suryamoorthy
- Aryan - Raju
- Priya Nambiar - Lucy Thomas
- Thilakan
- Krishna

Distribuție suplimentară în versiunea tamilă
- Ganja Karuppu
- Manobala
- Sana Oberoi

Distribuție suplimentară în versiunea telugu
- Krishna Bhagavaan
- Shweta Basu Prasad
- Sindhu Eradi - doctor